# Petalactis calendula
Petalactis calendula is een zeeanemonensoort. De anemoon komt uit het geslacht Petalactis. Petalactis calendula werd in 1786 voor het eerst wetenschappelijk beschreven door Ellis & Solander. 